# مايلز لورانس
مايلز لورانس (7 نوفمبر 1940 - 16 أبريل 1989) (بالإنجليزية: Miles Lawrence)‏ هو لاعب كريكت بريطاني.

## وصلات خارجية
- مايلز لورانس على موقع إي آس بي آن كريك إنفو (الإنجليزية)